# Юнак із черепом
Юнак із черепом — відома картина художника з Голландії 17 століття на ім'я Франс Галс. Зберігається в Національній галереї, Лондон.

## Молодий Галс
Точна дата народження одного з уславлених живописців Голландії 17 століття невідома. Відомо, що походив з родини фламандського ремісника, що перебралася до міста Гарлем. Там одним з його вчителів і став художник і біограф Карел ван Мандер (1548—1606).
Молодий Галс мав відношення до камери риторів, як тоді називали гурток аматорів, що полюбляли красномовство і театр. Батько Франса був ткачем, але сина приваблювали мистецтва і він обрав фах художника. Але і малярства йому було замало, якщо покидав домівку і дружину і йшов до тих, хто пам'ятав вірші, міг добре зіграти на лютні, проспівати романс чи хвацкі, соромицькі куплети, за які отримати неприємність від церковного голови. Галс рано покинув малювати релігійні картини, але намалював чимало жвавих юнаків з музичними інструментами. Найкращий серед них — Блазень з лютнею.

## Юнак із черепом. Актор у ролі?
Дещо осторонь стоїть картина з юнаком, що тримає в руці череп. Поширена уява, що череп — натяк на марноту, обумовила тлумачення і цієї картини як сюжет-натяк на марнування життя.
На полотні молодий юнак в умовному одязі. Особливо цікаві широкий плащ і берет з червоним пір'ям. Вони не дуже схожі на повсякденний одяг, як і череп у руці. Усе стає логічним, якщо це актор-аматор з камери риторів. Широкий жест і губи, що декламують текст, теж доводять, що це, ймовірно, актор у ролі. Навряд чи він міг замовити свій портрет Галсу. Ймовірно, він мав неабиякі здібности, чим і привабив художника. А той із задоволеням створив його портрет в ролі. І це задоволення передається і глядачам.